# Metypranolol
Metypranolol (łac. metipranololum) – lek nieselektywnie blokujący receptory β1 i β2-adenergiczne. Stosowany w leczeniu jaskry, ponieważ obniża on ciśnienie śródgałkowe oka. Pod względem właściwości farmakologicznych podobny do tymololu. Działa szybko, 15–20 minut po podaniu. Maksimum działania następuje po około dwóch godzinach, utrzymuje się przez 24 godziny.

## Wskazania
- postacie jaskry pierwotnej oraz wtórnej
- podwyższone ciśnienie śródgałkowe oka

## Przeciwwskazania
- nadwrażliwość na metypranolol
- astma oskrzelowa
- przewlekłe zapalenie oskrzeli
- rozedma płuc
- cukrzyca
- niewydolność serca

## Działania niepożądane
- uczucie pieczenia bezpośrednio po zakropleniu
- zaczerwienie spojówek
- podrażnienie rogówki
- zmniejszenie wytwarzania płynu łzowego
- zaburzenia rytmu serca
- zmniejszenie wydzielania insuliny u pacjentów z cukrzycą
- bóle i zawroty głowy
- zaburzenia widzenia

## Preparaty
- Betamann – krople do oczu 0,1%, 0,3%
- Normoglaucon – krople do oczu

## Dawkowanie
Dawkę oraz częstotliwość podawania leku ustala lekarz. Zwykle stosuje się jedną kroplę do worka spojówkowego 2 razy na dobę.